# Philippinepolder
De Philippinepolder is een polder ten zuidwesten van Philippine in de Nederlandse provincie Zeeland. De polder behoort tot de Polders van Albert en Isabella.
De polder werd begin 16e eeuw bedijkt in opdracht van Hiëronymus Lauweryn, doch werd omstreeks 1585 geïnundeerd, om in 1700 te worden herdijkt.
De polder is 123 ha groot en aan de rand ervan vindt men de buurtschappen Bouchauterhaven en Posthoorn.
De polder ligt op de Belgisch-Nederlandse grens en is van België (de Kapellepolder) gescheiden door de Zwartesluisbeek.